# Prendedor de roupas

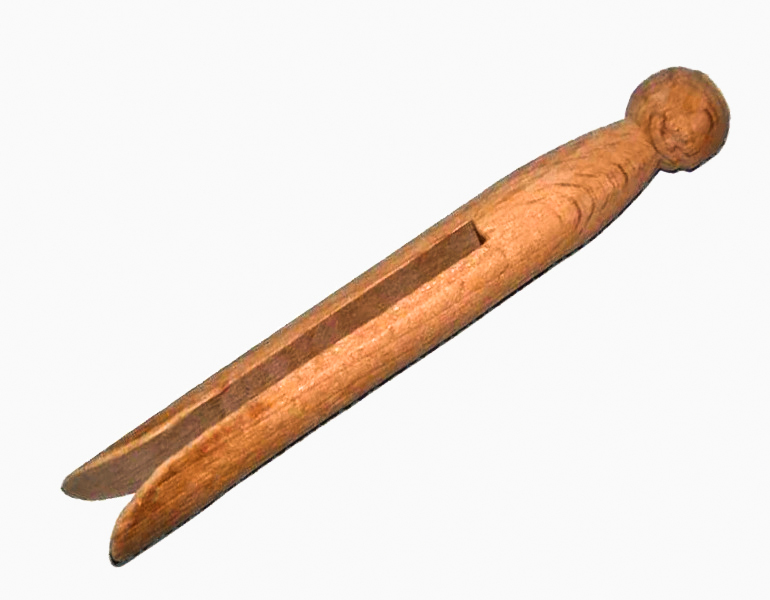
Um dos modelos de prendedor de roupa mais antigos

O prendedor de roupas (também conhecido como pregador ou pegador no Brasil ou mola em Portugal), é um utensílio de uso doméstico, caracterizado como um instrumento utilizado usualmente para fixar melhor as roupas no varal, todavia, possuindo inúmeros outros usos. O prendedor de roupa foi considerado a 100ª maior invenção da história da humanidade pelo jornal inglês The Telegraph, dada a sua importância no cotidiano da maior parte das pessoas. Foi criado da forma atual em 1853.

## História

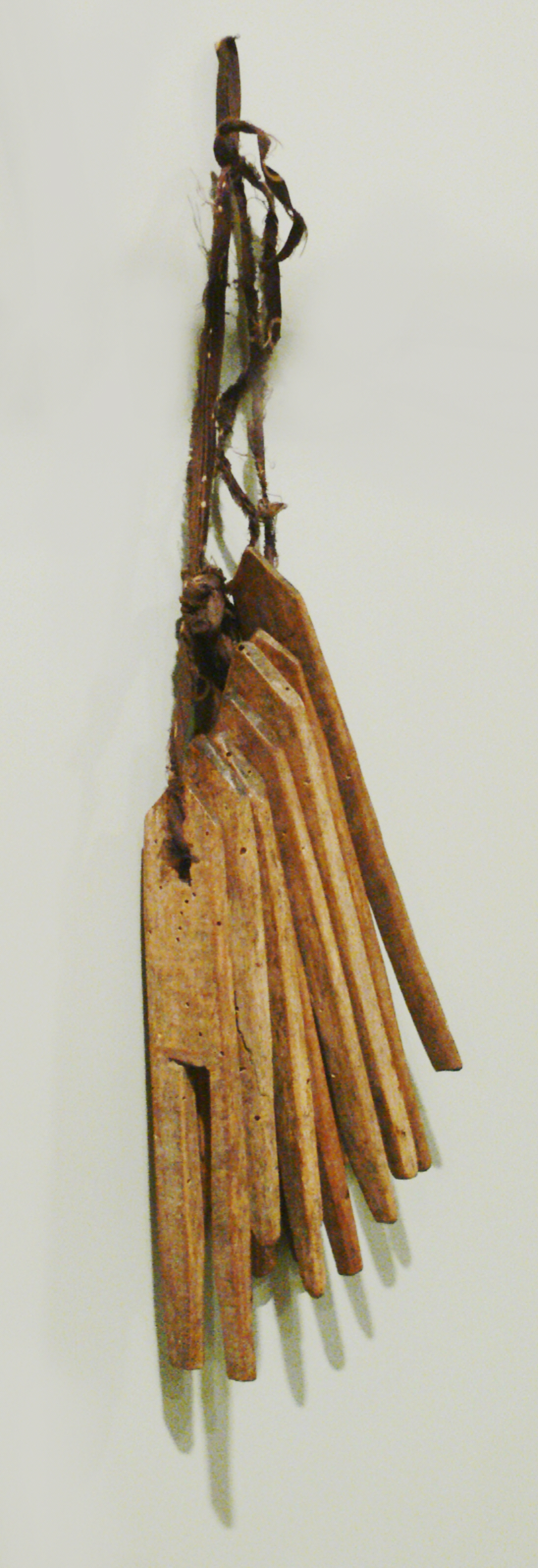
Pregador do século XIX.

Inicialmente, foi concebido como uma peça de madeira inventada pela comunidade Shaker  em 1700. Nas lavanderias dessa época era utilizado para pendurar roupas em arbustos, galhos ou linhas para secar, mas não existem evidências conhecidas em pinturas ou gravuras da época retratando os prendedores de roupa em si. Apesar do inventor do objeto ser desconhecido e não haver nenhuma patente requerida, estima-se que entre 1852 e 1887 mais de 146 versões de prendedores de roupas foram criadas.
Uma versão posterior, bem mais similar a utilizada atualmente foi patenteada no início do século XIX por Jérémie Victor Opdebec. Este projeto mais antigo não usa molas, é formado  de uma única peça, com uma pequena distância entre suas pontas, esta forma de prendedor é comumente construído de plástico ou, originalmente, de madeira. Na Inglaterra, a fabricação dos prendedores costumava ser uma arte associada aos ciganos, que faziam pequenos ou compridos, de salgueiro ou de madeira de freixo. Com o processo de industrialização proporcionado pela Revolução Industrial, o desenvolvimento de novos modelos começou, tanto a fim de simplificar a manipulação, bem como para agilizar produção das máquinas.  Assim, no Estados Unidos até 1900, mais de 200 modelos diferentes de prendedores de roupa tiveram patentes concedidas.
Hoje, os prendedores de roupas são de fabricação muito barata através da criação de dois pinos de plástico ou madeira interligados, entre os quais, muitas vezes, é fixado uma mola. Este modelo foi inventado por David M. Smith de Springfield, Vermont, em 1853.  O modelo de Smith foi aperfeiçoado por Solon E. Moore  em 1887. Ele acrescentou o que ele chamou de "ponto de apoio em espiral" feita a partir de um único fio.

## Funcionamento

Ilustração apresentando as forças que atuam no prendedor de roupa durante seu funcionamento

A partir do uso do princípio das alavancas de Arquimedes, é aplicada certa força nas duas pontas superiores do prendedor (representados na ilustração ao lado como {\displaystyle F_{3}} e {\displaystyle F_{4}}), fazendo-o se abrir e permitindo posicioná-lo no local adequado para poder prender a roupa. Ao cessar a força aplicada, a mola exerce uma força que pressiona as duas pontas a se manterem fechadas (forças  {\displaystyle F_{1}} e {\displaystyle F_{2}}), o que cria uma força de atrito entre o prendedor e a roupa suficiente para que esta permaneça presa ao varal. Além disso, como a distância {\displaystyle r_{2}} é maior que a distância {\displaystyle r_{1}}, segue que a força necessária para abrir o prendedor é menor, o que facilita a abertura pelo utilizador. Matematicamente, temos:

## Materiais utilizados

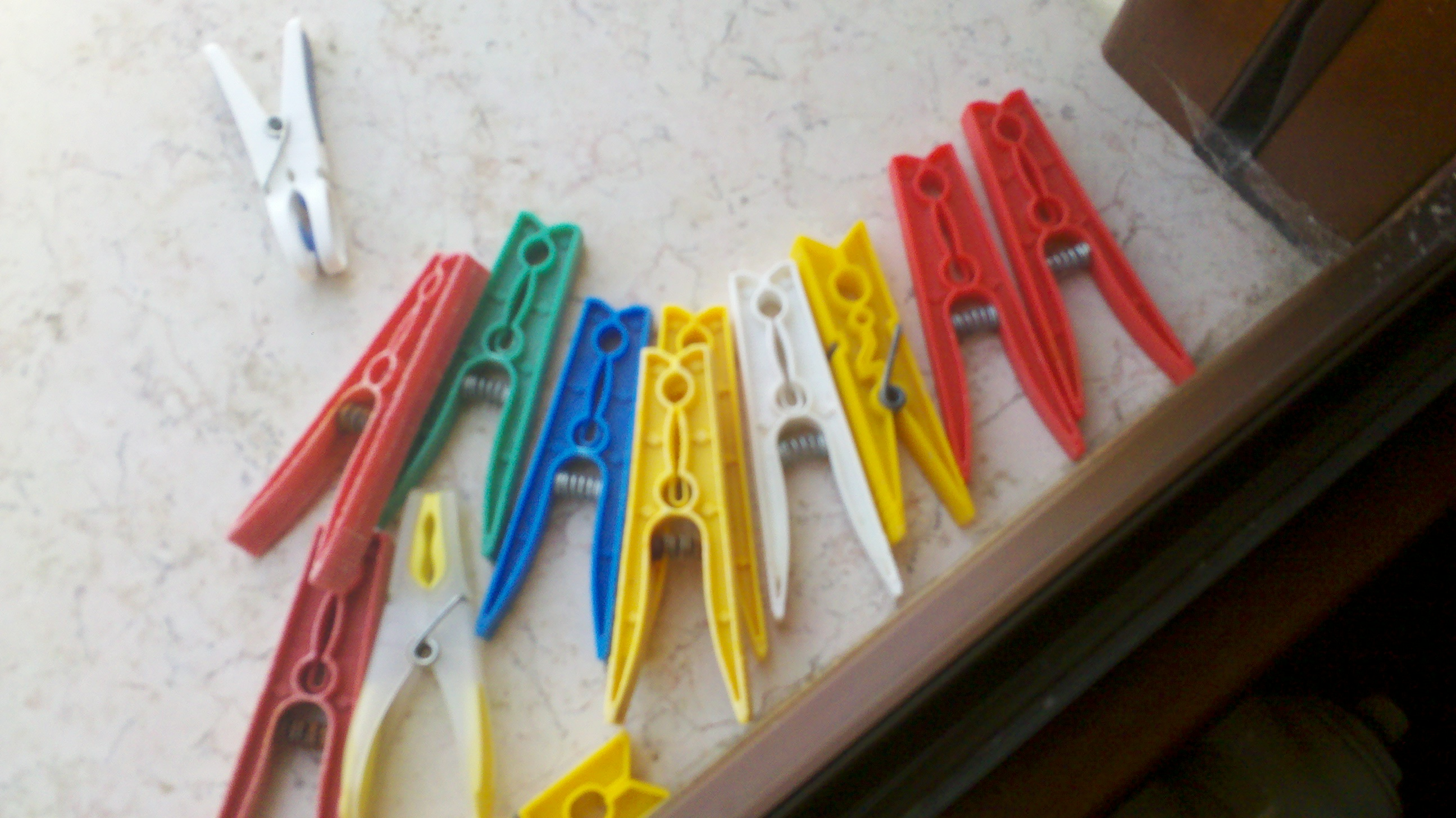
Prendedores de roupa de plástico de diversos modelos

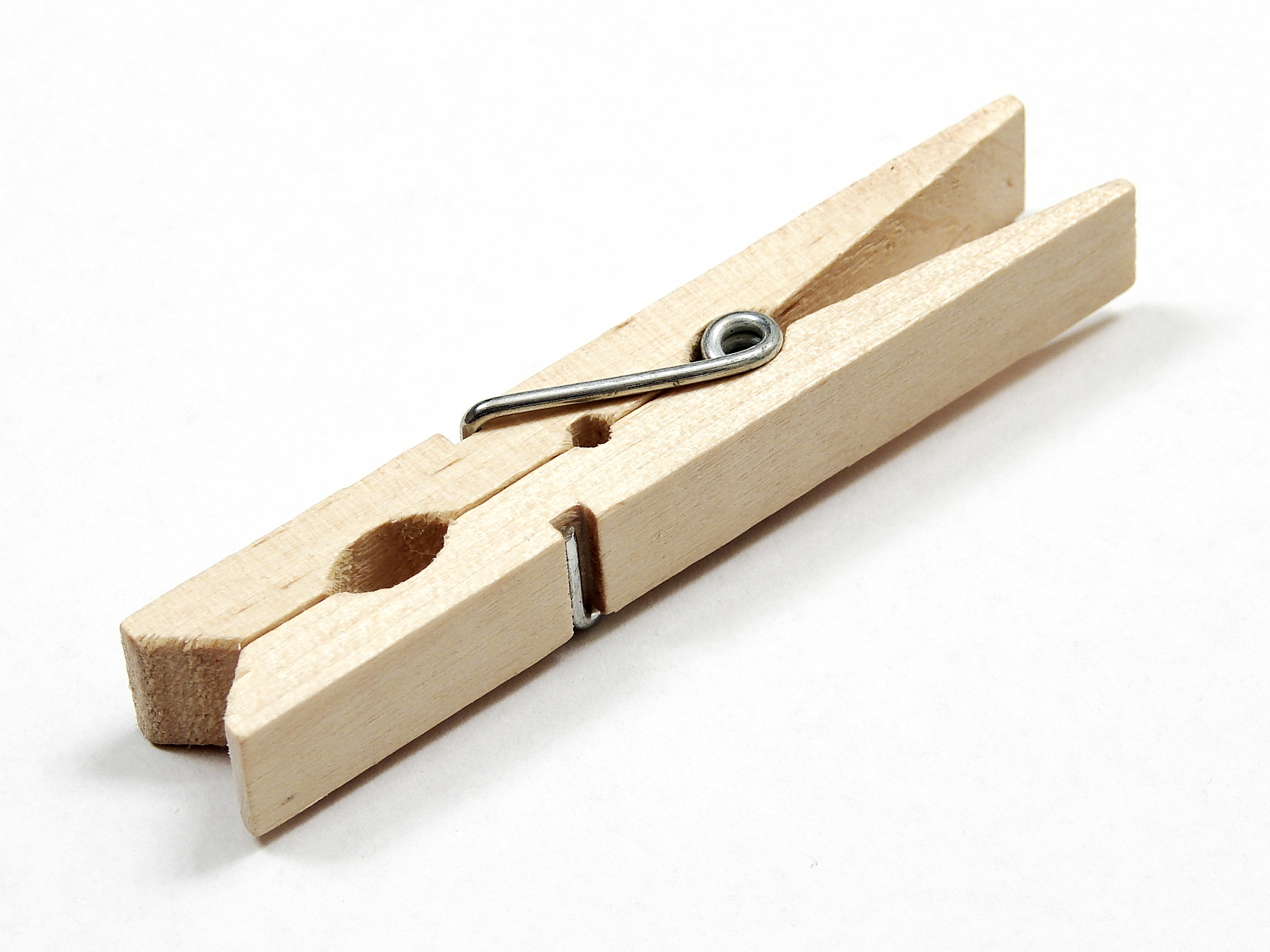
Um prendedor de madeira

Atualmente, é possível encontrar prendedores de roupa feitos dos mais diversos tipos de materiais.

### ► Plástico
Geralmente produzidos a partir do uso de polipropileno (poli(1-metiletileno) de acordo com a nomenclatura da IUPAC de forma molecular (C3H6)x), um tipo de termoplástico, derivado do propeno ou propileno. Como consequência, prendedores feitos desse material são recicláveis, o que permite que muitas empresas possam produzi-los de forma a respeitar os princípios de sustentabilidade. Além disso, o material é de fácil produção, o que permite a confecção de prendedores de roupa com um custo relativamente baixo, de forma prática e rápida, o que o torna um material versátil para sua criação.

### ► Aço
A maioria dos prendedores de roupa possui um arame que constitui a mola embutida ou encaixada nas hastes, e este é composto de aço. Geralmente é utilizado um avançado processo de Galvanização (zincado), possuindo características especiais de mola e sendo resistentes à corrosão (característica fundamental pelo fato do prendedor estar em contato constante com a água das roupas), contribuindo para a longa durabilidade dos prendedores cuja mola é feita com arame desse material.

### ► Madeira
A madeira é um dos componentes mais utilizados como matéria-prima para a produção de pregadores. Na maior parte dos casos utiliza-se madeira 100% reflorestada e totalmente processada em sua respectiva unidade fabril.

## Durabilidade

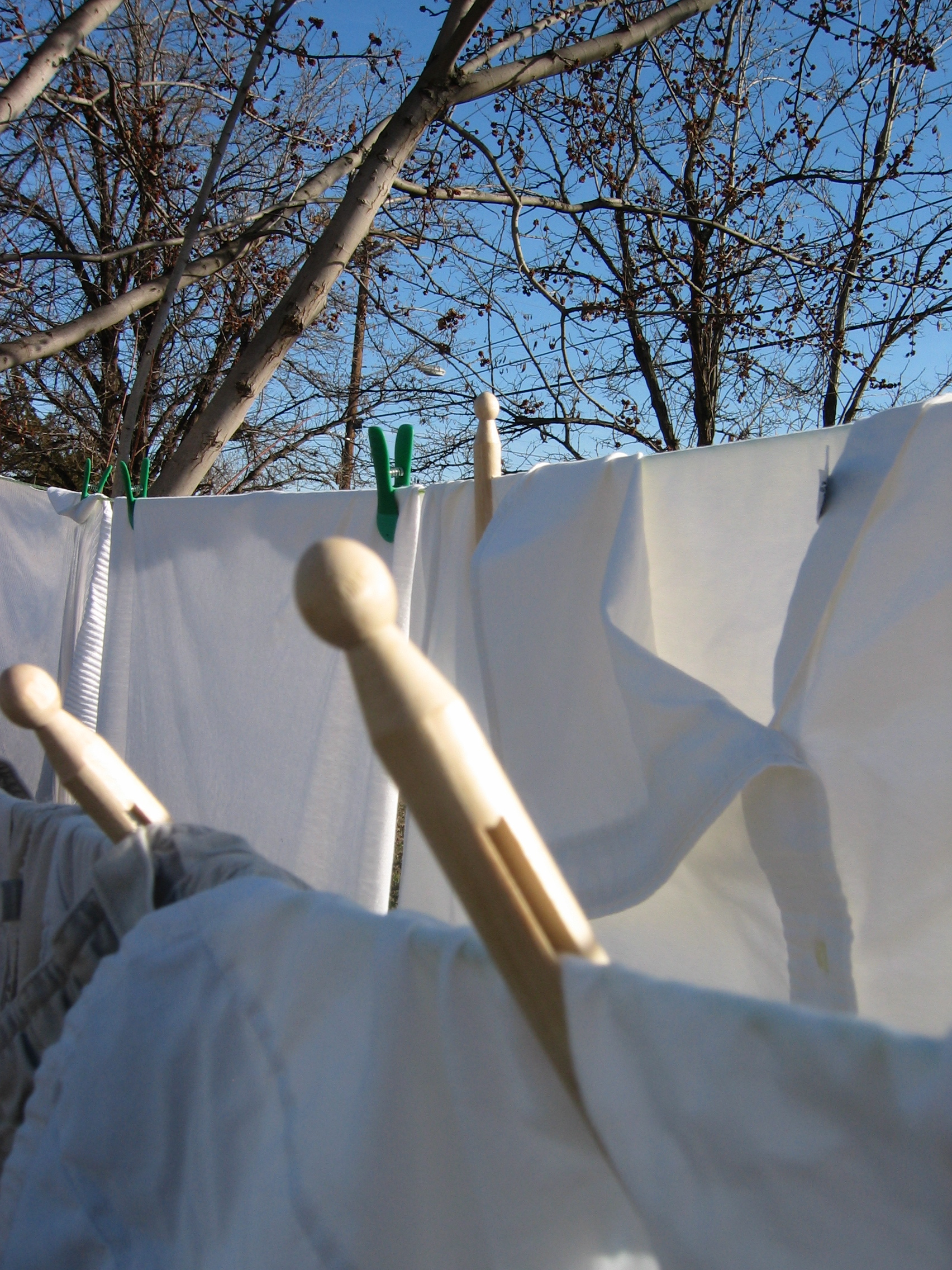
A porosidade influencia na durabilidade de um prendedor de madeira

Os prendedores de roupa estão sujeitos a diversos fatores que podem interferir de forma determinante em sua durabilidade. Por conta desses e outros fatores, há diversos empecilhos que influenciam diretamente na durabilidade do prendedor de roupa.

### Porosidade
Normalmente, os prendedores de roupa são utilizados ao ar livre, ficando expostos a vários níveis de umidade, que podem variar dependendo da umidade relativa do ar do local, além da própria umidade provinda da roupa molhada. No caso dos prendedores feitos de madeira, a porosidade é a causa da sua degradação quando em contato com a umidade. Dessa forma, quanto maior a porosidade da superfície da madeira do prendedor em questão, maior será a retenção de umidade e, consequentemente, menor será seu tempo de vida útil.

### Curvaturas desnecessárias
No caso de prendedores de plástico, alguns podem possuir curvaturas desnecessárias que podem ser claramente observadas quando o pregador prende a roupa, mas que podem ser eliminadas para otimizar a fabricação. Tais curvaturas podem influenciar na dinâmica do prendedor, e acelerar o rompimento do contato entre as hastes, o que provocaria sua inutilização.

### Estrutura instável
Alguns prendedores possuem um mecanismo de mola que permite que as hastes do mesmo deslizem uma sobre a outra, o que pode ocasionar o desmonte do prendedor durante sua utilização, e causar prejuízos à peça que estava sendo presa, além de poder causa ferimentos ou lesões no utilizador caso o rompimento ocorra quando este estiver fixando o pregador na roupa.

### Aspectosergonômicos
Aspectos ergonômicos atuam de forma decisiva na durabilidade do prendedor e de seu desempenho. Por exemplo, a forma da pega pode influenciar sua eficiência positivamente à medida que apresente uma área de contato satisfatória com a roupa. Questões de tamanho também são relevantes, pois tamanhos pouco funcionais podem ocasionar desconforto ao utilizador quando este usar os dedos para manusear o produto. A presença de ranhuras nas pegas são importantes para facilitar o uso, pelo fato de aumentar o coeficiente de atrito entre os dedos e as haste, contribuindo para uma maior firmeza, tornando ainda os prendedores mais confortáveis para o procedimento de abertura.

## Tipos de prendedores de roupa

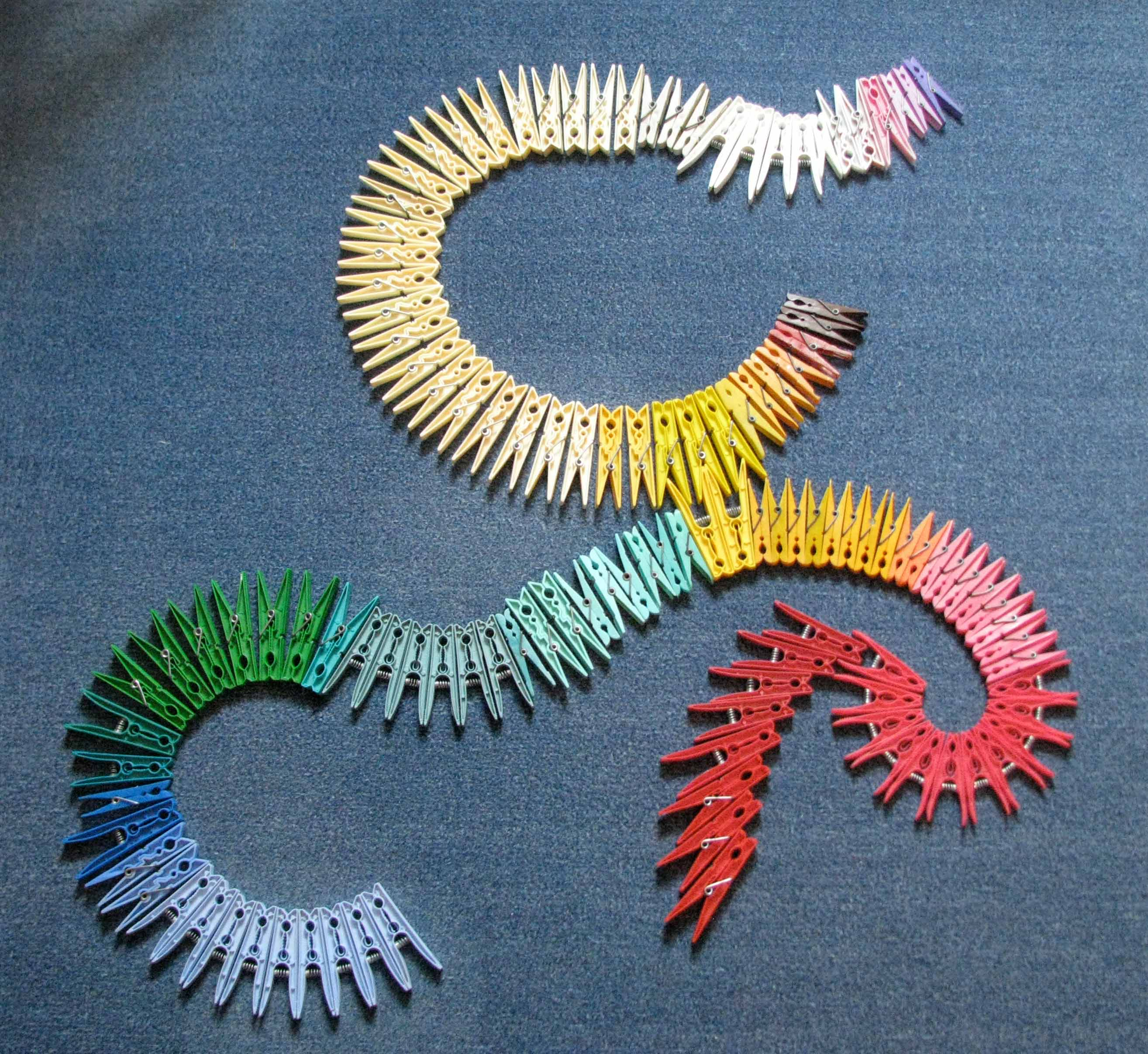
Imagem com diversos modelos e tipos de prendedores

Há uma  infinidade de tipos de prendedores de roupas existentes, com os mais diversos tamanhos e formatos. Apesar disso, muitos dos modelos são derivados de moldes fundamentais.

### ► Modelo emVcom mola circular simples
Este modelo é geralmente composto com plástico (polipropileno), tendo o uso de uma mola em forma circular responsável pela articulação do prendedor. Na maior parte dos casos, seu tamanho é médio e são muito usados em varais de teto.

### ► Modelo emIcom mola helicoidal
Este modelo, um dos mais conhecidos e tradicionais, pode ser concebido tanto em plástico quanto em madeira, o que justifica sua maior taxa de produção em relação a outros modelos. A mola deste prendedor geralmente é helicoidal.

### ► Modelo emUcom mola helicoidal simples
Este tipo de prendedor de roupa é composto por duas hastes plásticas interligadas entre si com uma mola helicoidal simples localizada na parte superior.

### ► Modelo emVcom mola simples em forma degrampo
Pode ser visto como uma variação do modelo em V com mola circular simples. Sendo também composto de plástico, possui uma mola com um formato que lembra o de um grampo fazendo a junção das duas hastes do prendedor. A mola deste tipo de prendedor costuma ser de metal, mas também pode ser de plástico para aumentar a durabilidade do prendedor.

### ► Modelo emIsem mola
Também conhecido como prendedor de roupa chinês, este prendedor de roupa caracteriza-se pela ausência de molas, o que o lhe confere uma ergonomia mais simples. Podem ser encontrados tanto em madeira quanto em plástico.

### ► Modelo emφsem mola
O modelo em φ recebe esse nome devido ao fato de ter um desenho parecido ao da letra grega Φ (fi) (minúscula: φ ou ϕ). Pode também ser relacionada à cirílica Ф (ef), (minúscula:ф).  Assim como o modelo chinês, este não possui molas, e é de fácil manuseio por ter um design anatômico, o que o torna confortável para o utilizador.

### ► Modelo em♉com mola circular simples
Possui formato semelhante ao modelo em V com mola circular simples, mas com a diferença de que as pegas também são de forma circular para permitir que a roupa possa ficar presa a varais com linhas mais grossas.

### ► Modelo emVcom mola helicoidal simples
Este modelo é composto por duas hastes plásticas interligadas entre si com uma mola helicoidal simples localizada na parte superior, sendo que a abertura das hastes é em forma de V, além de ter ranhuras nas pontas para aumentar o atrito dos dedos com o prendedor para proporcionar maior firmeza ao utilizá-lo.

## Outros usos
Além de sua função tradicional de prender as roupas no varal para secá-las, o prendedor de roupas pode ser utilizado numa infinidade de outras situações por ser um dispositivo prático e de fácil manuseio. Alguns dos usos alternativos incluem:

## Dia do Prendedor de Roupas
O dia 6 de maio é considerado como o dia do prendedor de roupas. Um pequeno, mas crescente número de pessoas, têm comemorado esse dia, principalmente no Reino Unido, onde o dia costuma cair em um Bank Holiday, feriado que costuma ter tempo ensolarado.

## Obras de Arte
O prendedor de roupas tem sido utilizado por diversos artistas ao redor do mundo como objeto central de esculturas e pinturas.
| Escultura em forma de prendedor de roupa em Petah Tikva em Israel. | Escultura em Uma, na Suécia chamada Skin 4, de 2013, feita por Mehmet Ali Uysal. |
| | |
| Pintura Eva in der Garküche, do alemão Wilhelm Schumann feita em 1846. Os prendedores podem ser vistos num varal no canto superior direito.                                          | Monumento Monster Clothespin from Outer Space (Em português:O pregador monstro do Espaço Sideral), presente na entrada da École Polytechnique Fédérale de Lausanne - EPFL, em Lausanne, Suíça. |
| | |
| Poste em forma de prendedor de roupa com placa de trânsito com a inscrição "Stop" (pare), em Mouchard, no departamento de Jura, na região administrativa de France-Comté, na França. | Pode-se perceber a ilustração de um prendedor de roupa neste Bonsai (盆栽) feito por Katsushika Hokusai (葛飾 北斎 - ouçaⓘ) no Japão.                                                          |

Prendedores de roupa também são utilizados como tema em diversas exposições de arte, estando presentes em alguns dos principais museus do mundo, como o museu Vitra Design Museum em Weil am Rhein na Alemanha (como a exposição Hidden Heroes), o Museu do Louvre em Paris na França, o MASP em São Paulo, Brasil, e o Science Museum de Londres, Inglaterra. O Gewerbemuseum Winterthur - Museu de Artes Aplicadas e Design - de Winterthur, Suíça, dedicou toda uma exposição para o prendedor de roupa em 2000 (período de 14 de maio a 20 de julho).
O artista finlandês Anu Tuominen utiliza prendedores de roupas em alguns de seus trabalhos, como os mostrados abaixo, no qual retrata as quatro estações:
| Ficheiro:Primavera - Anu Tuominen (plastic clothes pegs).jpg    | Ficheiro:Verão - Anu Tuominen (plastic clothes pegs).jpg   |
| --------------------------------------------------------------- | ---------------------------------------------------------- |
| Primavera                                                       | Verão                                                      |
| Ficheiro:Anu Tuominen - Outono (for seasons - clother pegs).png | Ficheiro:Inverno - Anu Tuominen (plastic clothes pegs).jpg |
| Outono                                                          | Inverno                                                    |

A artista Annie Morris utilizou milhares de prendedores de roupas para compor sua obra Peg painting de 2007.

## Venda

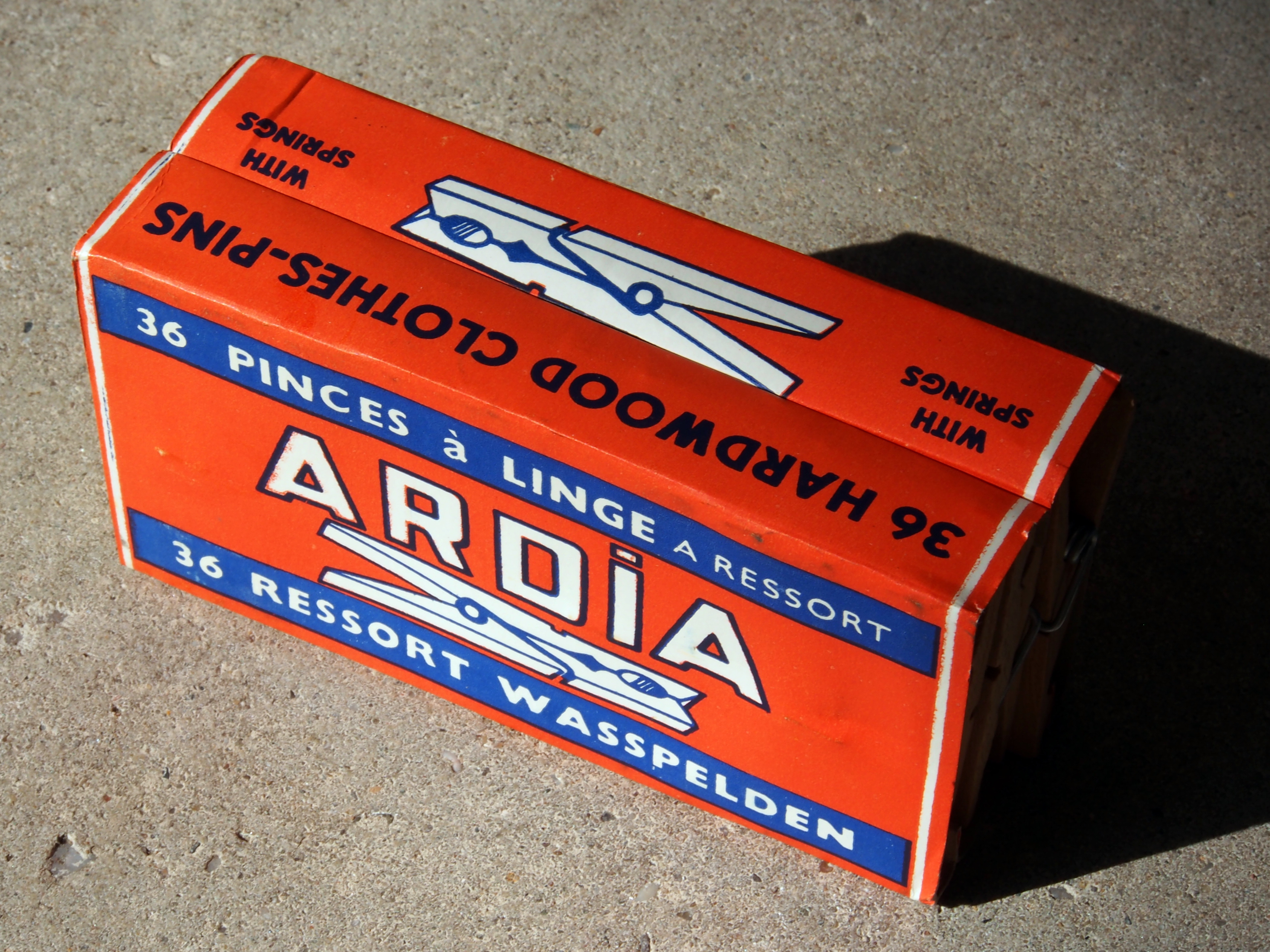
Embalagem com 36 prendedores de roupa